# Коґа (Ібаракі)

36°10′42″ пн. ш. 139°45′19″ сх. д. / 36.17833° пн. ш. 139.75528° сх. д.
Ко́ґа (яп. 古河市, こがし, МФА: [koga ɕi̥]) — місто в Японії, в префектурі Ібаракі.

## Короткі відомості
Розташоване в західній частині префектури, в середній течії річок Тоне і Ватарасе. Виникло на основі стародавніх сільських поселень 8 століття, про які згадує найдавніша антологія японської поезії «Манйосю». У 14 — 15 століттях було резиденцією коґівських сьоґунів, намісників сьоґунату Муроматі в Східній Японії. В ранньому новому часі стало призамковим містечком автономного уділу Коґа-хан, яким володіли самурайські роди Оґасавара і Дой, і яке розміщувалося на Ніккоському шляху. Отримало статус міста 1 серпня 1950 року. Основою економіки сучасної є машинобудування, виробництво електроприладів і хімічна промисловість, туризм. Станом на 1 жовтня 2007 площа міста становила 123,58 км². Станом на 1 серпня 2008 населення міста становило 144 294 осіб.